# Prosimulium subrufipes
Prosimulium subrufipes är en tvåvingeart som beskrevs av Knoz 1980. Prosimulium subrufipes ingår i släktet Prosimulium och familjen knott. Inga underarter finns listade i Catalogue of Life.